# Zinaida Kupriyanovich
Zinaida " Zina " Alexandrovna Kupriyanovich ( em bielorrusso:  Зінаіда "Зіна" Аляксандраўна Купрыяновіч, transl. Zinaida "Zina" Aliaksandraŭna Kupryjanovič , em russo:  Зинаида "Зина" Александровна Куприянович, transl. Zinaida "Zina" Aleksandrovna Kupriyanovich  ; nascida a 17 de setembro de 2002), às vezes conhecida como ZENA ( em bielorrusso:  ЗЕНА, em russo:  ЗЕНА), é uma cantora, atriz e apresentadora de televisão bielorrussa. Ela representou a Bielorrússia no Festival Eurovisão da Canção  com a música "Like It".

## Carreira
Kupriyanovich começou a sua carreira como cantora infantil em 2013, competindo no New Wave Junior 2013 e no Junior Slavianski Bazaar 2014 em Vitebsk .
Kupriyanovich competiu na final nacional da Bielorrússia para o Festival Eurovisão da Canção Júniort duas vezes; ela ficou em quarto lugar em 2015 com a música "Mir" e em terceiro em 2016 com a música "Kosmos".  Em 2017, ela ficou em terceiro lugar na décima temporada da Fabrika Zvyozd, a versão russa da Operación Triunfo. Mais tarde, Kupriyanovich iniciou uma carreira na televisão, e foi co-anfitriã do  Festival Eurovisão da Canção Júnior 2018 em Minsk, ao lado de Evgeny Perlin e Helena Meraai. Como atriz, ela expressou o dublo russo do personagem Moana nos filmes Moana e Ralph Breaks the Internet .
Ela representará a Bielorrússia no Festival Eurovisão da Canção 2019 com a música "Like It".